# 수색 (2012년 영화)
수색(搜索, Caught in the Web)은 중국에서 제작된 천카이거 감독의 2012년 드라마, 스릴러 영화이다. 가오위안위안 등이 주연으로 출연하였다.

## 출연

### 주연
- 가오위안위안
- 야오천
- 자오유팅

### 조연
- 왕학기
- 진홍
- 왕뤄단

## 같이 보기
- 인육수색